# Siparuna calantha
Siparuna calantha är en tvåhjärtbladig växtart som först beskrevs av Janet Russell Perkins, och fick sitt nu gällande namn av S.S. Renner & G. Hausner. Siparuna calantha ingår i släktet Siparuna och familjen Siparunaceae. Inga underarter finns listade i Catalogue of Life.